# Grande Iougan
La Grande Iougan (en russe : Большой Юган, Bolchoï Iougan) est une rivière de la plaine de Sibérie occidentale en Russie, longue de 1 063 km, affluent gauche de l'Ob.

## Géographie
Elle coule dans le sud-ouest du district autonome des Khantys-Mansis. Son bassin versant a une superficie de 34 700 km2. Elle naît dans la partie occidentale de l'immense région des marais de Vassiougan, et coule en direction générale du nord. Son parcours fort sinueux est riche en méandres. La rivière traverse une région extrêmement plate, constituée surtout de marécages dans la plaine de Sibérie occidentale. Elle se jette dans un bras latéral de l'Ob en aval du centre pétrolier de Sourgout. Son bassin versant comprend plus de 8 000 lacs d'une superficie totale de 545 km2.
La Grande Iougan gèle d'octobre à début mai. 
La rivière ne baigne aucun centre habité de quelque importance, à cause de la nature marécageuse des terres traversées et aussi des importantes rigueurs hivernales.

## Affluents
Son principal affluent qui conflue en rive droite, la Petite Iougan (Maly Iougan) a une longueur de 521 km et un bassin versant d'une superficie de 10 200 km2.

## Hydrométrie - Les débits mensuels à Iougan-Pzou
La Grande Iougan est un cours d'eau fort irrégulier, à l'instar de ses voisines. Son débit a été observé pendant 10 ans (entre 1963-1973) à Iougan-Pzou, localité située à quelque 118 kilomètres en amont de son confluent avec l'Ob. 
Le débit inter annuel moyen ou module observé à Iougan-Pzou durant cette période était de 178 m3/s pour une surface de drainage de 33 000 km2, soit 96 % de la totalité du bassin versant de la rivière. La lame d'eau écoulée dans ce bassin versant atteint 169 millimètres par an, ce qui peut être qualifié de modéré dans le contexte sibérien.
Rivière alimentée en partie par la fonte des neiges, la Grande Iougan est un cours d'eau de régime nivo-pluvial qui présente deux saisons. 
Les hautes eaux se déroulent du printemps au début de l'automne, du mois de mai au mois de septembre, avec un pic en mai-juin correspondant au dégel et à la fonte des neiges de son bassin. De juillet à septembre le débit reste très soutenu. Au mois d'octobre, le débit de la rivière baisse rapidement, ce qui mène à la période des basses eaux. Celle-ci a lieu de novembre à avril inclus et correspond à la longue période d'hiver et de fortes gelées qui s'étend sur l'ensemble du bassin.  
Le débit moyen mensuel observé en mars (minimum d'étiage) est de 28,9 m3/s, soit plus ou moins 4,5 % du débit moyen du mois de mai (615 m3/s), ce qui témoigne de l'importante amplitude des variations saisonnières. Sur la durée d'observation de 10 ans, le débit mensuel minimal a été de 22,2 m3/s (février 1969), tandis que le débit mensuel maximal s'élevait à 906 m3/s (juin 1969).

## Sources
- (ru) La Grande Iougan dans la Grande Encyclopédie Soviétique
- (en) Arcticnet - Bolchoy Yugan At Yugan Pzu